# Sanna Solberg
Sanna Solberg (Bærum, 16 de junho de 1990) é uma handebolista profissional norueguesa, medalhista olímpica.

## Carreira
Sanna Solberg fez parte do elenco medalha de bronze na Rio 2016. Nos Jogos Olímpicos de Verão de 2024, em Paris, conquistou a medalha de ouro no torneio feminino do handebol, após vencer na final confronto contra a equipe francesa por 29–21.